# Teruyoshi Ito
Teruyoshi Ito (Shizuoka, 31. kolovoza 1974.) je japanski nogometaš.

## Klupska karijera
Igrao je za Shimizu S-Pulse, Ventforet Kofu, AC Nagano Parceiro i Blaublitz Akita.

## Reprezentativna karijera
Za japansku reprezentaciju igrao je od 1997. do 2001. godine. Odigrao je 27 utakmice.
S japanskom reprezentacijom je igrao na svjetskom prvenstvu u Francuskoj 1998.

## Statistika
| Japan  | Japan | Japan |
| Godina | Nas.  | Gol.  |
| ------ | ----- | ----- |
| 1997.  | 1     | 0     |
| 1998.  | 1     | 0     |
| 1999.  | 7     | 0     |
| 2000.  | 7     | 0     |
| 2001.  | 11    | 0     |
| Ukupno | 27    | 0     |

## Vanjske poveznice
- National Football Teams
- Japan National Football Team Database